# 1804 na ciência

## Eventos
- Isolamento do elemento químico Ródio[1]

## Nascimentos
| Data        | Nome         | Profissão                                      | Nacionalidade | Observações                                                                                | Ref               |
| ----------- | ------------ | ---------------------------------------------- | ------------- | ------------------------------------------------------------------------------------------ | ----------------- |
| 20 de julho | Richard Owen | biólogo, anatomista comparativo e paleontólogo | Reino Unido   | m. 1892 Medalha Wollaston 1838 Medalha Real 1846 Medalha Copley 1851 Medalha Linneana 1888 | [ 2 ] [ 3 ] [ 4 ] |

## Mortes
| Data          | Nome          | Profissão                        | Nacionalidade   | Observações | Ref |
| ------------- | ------------- | -------------------------------- | --------------- | ----------- | --- |
| 15 de outubro | Antoine Baumé | farmacêutico, químico e inventor | Reino da França | n. 1728     |     |

## Prémios
Medalha Copley
- Smithson Tennant[4]